# ХК Берн
ХК Берн је швајцарски хокејашки клуб из Берна. Клуб се такмичи у швајцарској Националној лиги А.
Утакмице као домаћин игра у Пост Финанс арени капацитета 17.031 места.

## Историја
Берн је основан 3. новембра 1930, а званично је почео да се такмичи од 1. јануара 1931.
Данас је Берн веома популаран тим и редовно испуњава ледену дворану кад игра утакмице код куће. Пост Финанс арена је један од највећих ледених дворана у Европи. Године 2006, они постављају нови рекорд међу европским клубовима за просечну посећеност, са просеком од 15.994 гледалаца на 22 меча у својој дворани. Освајали су првенство швајцарске тринаест пута.
Дана 30. септембра 2008, Берн је играо са чланом Национална хокејашке лиге Њујорк ренџерсима на прослави 100 година од хокеј на леду у Швајцарској. Ренџерси су савладали домаћи тим са 8:1.

## Дворана
Дворана Пост Финанс је саграђена 1967. године. Капацитет дворане је 17.031. Од тога 10.422 места је за стајање. Арена је реновирана 2009. године због Светског првенства које је одржано у Швајцарској.

## Трофеји
- Национална лига А:
  - Првак (15) :1959, 1965, 1974, 1975, 1977, 1979, 1989, 1991, 1992, 1997, 2004, 2010, 2013, 2016, 2017

## Познати бивши играчи
- Данијел Бријер (2004—2005)
- Рејо Руотсалајнен (1986—1987, 1988—1989, 1990—1993, 1994—1995)
- Дени Хитли (2004—2005)
- Хенрик Талиндер (2004—2005)
- Жан-Пер Дјумон (2004—2005)
- Марк Савар (2004—2005)
- Роман Јоси (2006—2010, 2012-2013)
- Патрик Штефан (2007—2008)
- Џон Таварес (први део сезоне 2012/13)